# HIStory – Past, Present and Future Book I
Das Doppelalbum HIStory – Past, Present and Future Book I (englisch für „Geschichte / Seine Geschichte – Vergangenheit, Gegenwart und Zukunft Buch 1“) des US-amerikanischen Popsängers Michael Jackson ist zum einen eine Greatest-Hits-Zusammenstellung, zum anderen das neunte Studioalbum des Künstlers. Es erschien 1995 bei Sony Music und wurde unter anderem von Michael Jackson, James Harris III, Terry Lewis und R. Kelly produziert. Die Werbekampagne mit 40 Millionen US-Dollar ist bis heute die teuerste Werbekampagne für ein Album. Mit ca. 22 Millionen verkauften Exemplaren weltweit zählt es zu den Top 100 der meistverkauften Musikalben aller Zeiten.

## Besetzung

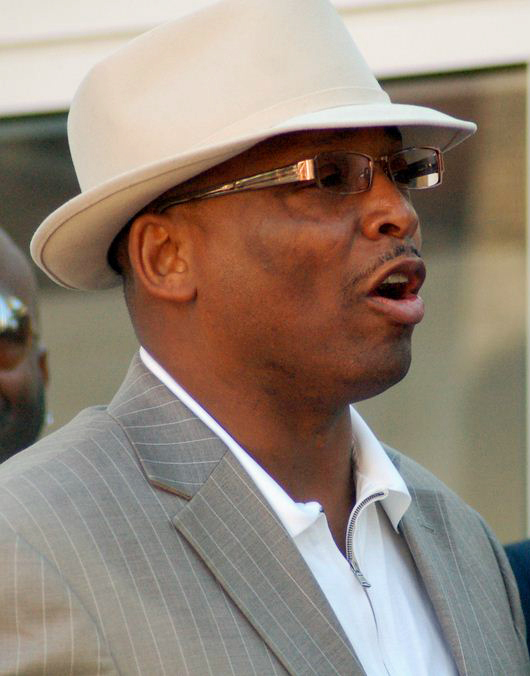
Terry Lewis - einer der Produzenten von HIStory

- Gesang/Hintergrundgesang: Michael Jackson, Janet Jackson, Leah Frazier, Markita Prescott
- Hintergrundgesang: Boyz II Men, Los Angeles Children’s Choir, New York Children’s Choir, Andraé Crouch Choir
- Rap: The Notorious B.I.G.
- Beatboxing: Michael Jackson
- Gitarre: Slash, Trevor Rabin, Steve Lukather, Brad Buxer, Michael Thompson, Bill Bottrell, Nile Rodgers
- Bassgitarre: Keith Rouster, Colin Wolfe, Guy Pratt
- Perkussion: Michael Jackson, James Harris III, Terry Lewis, Brad Buxer, Rene Moore, Bruce Swedien, David Foster
- Keyboards: Michael Jackson, James Harris III, Terry Lewis, Brad Buxer, Chuck Wild, Jeff Bova, Jason Miles, David Paich, Steve Porcaro, Dallas Austin, Rene Moore, David Foster, R. Kelly
- Klavier: David Paich
- Synthesizer: Michael Jackson, Brad Buxer, Chuck Wild, Jeff Bova, Jason Miles, David Paich, Steve Porcaro, Dallas Austin, Rene Moore, David Foster, R. Kelly, James Harris III, Terry Lewis
- Schlagzeug: Steve Ferrone, Bill Bottrell
- Synclavier: Andrew Scheps
- Streicher: Brad Buxer
- Orchester: New York Philharmonic Orchestra, The Philadelphia Orchestra, Atlanta Symphony Orchestra
- Synthesizer Programmierung: Michael Jackson, Brad Buxer, Chuck Wild, Steve Porcaro, Peter Mokran, Andrew Scheps, Michael Boddicker, James Harris III, Rob Hoffman, Jerry Hey

## Inhalt und Stil
Im Großteil neuen Songs verarbeitet Jackson den Skandal von 1993. Zum ersten Mal benutzt er auch Schimpfwörter wie beispielsweise „fuck“ im Song  Scream oder „shit“ im Song This Time Around.
Der Titel They Don’t Care About Us ist auf der aktuell erhältlichen Auflage des Albums nur noch in einer zensierten Version zu finden. Die damals kontrovers diskutierten Zeilen „jew me“ sowie „kike me“ (jew = Jude, kike = Itzig, abwertend für Jude; sinngemäß macht es auf die jüdische Art) sind durch Geräusche übertönt. Die unzensierte Version ist lediglich auf der nicht mehr im regulären Handel erhältlichen Erstauflage zu hören, auf der sich auch die Audio-Message an die deutschen Fans befindet. Eine andere Version des Titels ist auf dem Jackson-Album King of Pop zu finden. Dort ist das Lied gekürzt zu finden; die kritisierten Zeilen wurden herausgeschnitten.
Die Songs Earth Song und Little Susie wurden ursprünglich für das Albums Dangerous produziert, erschienen aber nicht auf diesem. Sie wurden in überarbeiteter Version auf HIStory veröffentlicht. Jackson hatte ursprünglich vor, zum Refrain von Earth Song einen Text zu schreiben, was er dann aber unterließ. Earth Song hieß ursprünglich What About Us. Eine frühere, von der offiziell veröffentlichten Fassung etwas abweichende Version mit ebendiesem Titel kursiert seit etwa 2003 als Schwarzkopie im Internet.
D.S. steht für Dom Sheldon, wobei Michael Jackson deutlich hörbar „Tom Sneddon“ und nicht Dom Sheldon singt. Der Song ist eine Abrechnung mit dem Staatsanwalt, der sowohl 1993 als auch das zweite Verfahren von 2003 bis 2005 gegen Jackson führte.
Der Song Come Together war zum ersten Mal am Ende des Films Moonwalker (1988) zu hören. Er wurde Anfang 1992 dann als Bonus-Track auf der Single Remember the Time in einer im Vergleich zu Moonwalker etwas anders arrangierten und längeren Version veröffentlicht. Die auf HIStory veröffentlichte Version ist lediglich ein „Edit“ der Version von 1992.

## Titelliste
| Disc 1: HIStory Begins (Greatest Hits) 1. Billie Jean (Michael Jackson) 2. The Way You Make Me Feel (Michael Jackson) 3. Black or White (Michael Jackson, Bill Bottrell) 4. Rock with You (Rod Temperton) 5. She’s out of My Life (Tom Bahler) 6. Bad (Michael Jackson) 7. I Just Can’t Stop Loving You (Michael Jackson) 8. Man in the Mirror (Siedah Garret, Glen Ballard) 9. Thriller (Rod Temperton) 10. Beat It (Michael Jackson) 11. The Girl Is Mine (Michael Jackson) 12. Remember the Time (Teddy Riley, Michael Jackson, Bernard Belle) 13. Don’t Stop ’til You Get Enough (Michael Jackson) 14. Wanna Be Startin’ Somethin’ (Michael Jackson) 15. Heal the World (Michael Jackson) | Disc 2: HIStory Continues (Neue Songs) 1. Scream (James Harris III, Terry Lewis, Michael Jackson, Janet Jackson) 2. They Don’t Care About Us (Michael Jackson) 3. Stranger in Moscow (Michael Jackson) 4. This Time Around (Michael Jackson, Dallas Austin) 5. Earth Song (Michael Jackson) 6. D.S. (Michael Jackson) 7. Money (Michael Jackson) 8. Come Together (John Lennon, Paul McCartney) 9. You Are Not Alone (R. Kelly) 10. Childhood (Michael Jackson) 11. Tabloid Junkie (Michael Jackson, James Harris III, Terry Lewis) 12. 2 Bad (Michael Jackson, Bruce Swedien, Rene Moore, Dallas Austin) 13. HIStory (Michael Jackson, James Harris III, Terry Lewis) 14. Little Susie (Michael Jackson) 15. Smile (John Turner, Geoffrey Parsons, Charlie Chaplin) |

## Kommerzieller Erfolg
Die Absatzzahlen in den Vereinigten Staaten blieben unter den Erwartungen. In der ersten Woche wurden alleine in den USA 391.000 Alben und in den ersten sechs Wochen weltweit 7,5 Millionen Alben verkauft. Im ganzen Jahr 1995 wurden in den USA 1,9 Millionen Alben verkauft, womit das Album dort eines der erfolgreichsten jenes Jahres war. Bis heute wurde HIStory weltweit je nach Quelle 19 bis 22 Millionen Mal verkauft, davon 1,8 Millionen Mal in Deutschland, was es zu Jacksons fünfterfolgreichsten Album macht.

### Chartplatzierungen

#### Album
Es erreichte in 29 Ländern die Spitze der Charts. 2001 wurde die Disc 1 als Greatest Hits – HIStory Volume I wieder veröffentlicht, was zu einer Rückkehr in die Charts führte.
| ChartsChartplatzierungen       | Höchstplatzierung | Wochen |
| ------------------------------ | ----------------- | ------ |
| Deutschland (GfK)              | 1 (122 Wo.)       | 122    |
| Österreich (Ö3)                | 2 (69 Wo.)        | 69     |
| Schweiz (IFPI)                 | 1 (77 Wo.)        | 77     |
| Vereinigte Staaten (Billboard) | 1 (63 Wo.)        | 63     |
| Vereinigtes Königreich (OCC)   | 1 (111 Wo.)       | 111    |

| ChartsJahrescharts (1995)          | Platzierung |
| ---------------------------------- | ----------- |
| Deutschland (GfK)                  | 12          |
| Österreich (Ö3)                    | 18          |
| Schweiz (IFPI)                     | 8           |
| Vereinigte Staaten (Billboard)     | 32          |
| Vereinigte Staaten (Billboard R&B) | 28          |
| Vereinigtes Königreich (OCC)       | 8           |

| ChartsJahrescharts (1996)      | Platzierung |
| ------------------------------ | ----------- |
| Deutschland (GfK)              | 11          |
| Österreich (Ö3)                | 23          |
| Schweiz (IFPI)                 | 15          |
| Vereinigte Staaten (Billboard) | 177         |
| Vereinigtes Königreich (OCC)   | 36          |

| ChartsJahrescharts (1997) | Platzierung |
| ------------------------- | ----------- |
| Deutschland (GfK)         | 80          |

| ChartsJahrescharts (2009) | Platzierung |
| ------------------------- | ----------- |
| Deutschland (GfK)         | 87          |

#### Singles
| Jahr | Titel                    | Höchstplatzierung, Gesamtwochen, AuszeichnungChartplatzierungen (Jahr, Titel, , Platzierungen, Wochen, Auszeichnungen, Anmerkungen) | Höchstplatzierung, Gesamtwochen, AuszeichnungChartplatzierungen (Jahr, Titel, , Platzierungen, Wochen, Auszeichnungen, Anmerkungen) | Höchstplatzierung, Gesamtwochen, AuszeichnungChartplatzierungen (Jahr, Titel, , Platzierungen, Wochen, Auszeichnungen, Anmerkungen) | Höchstplatzierung, Gesamtwochen, AuszeichnungChartplatzierungen (Jahr, Titel, , Platzierungen, Wochen, Auszeichnungen, Anmerkungen) | Höchstplatzierung, Gesamtwochen, AuszeichnungChartplatzierungen (Jahr, Titel, , Platzierungen, Wochen, Auszeichnungen, Anmerkungen) | Höchstplatzierung, Gesamtwochen, AuszeichnungChartplatzierungen (Jahr, Titel, , Platzierungen, Wochen, Auszeichnungen, Anmerkungen) | Höchstplatzierung, Gesamtwochen, AuszeichnungChartplatzierungen (Jahr, Titel, , Platzierungen, Wochen, Auszeichnungen, Anmerkungen) | Anmerkungen                                                                               |
| Jahr | Titel                    | DE | AT | CH | UK | US | R&B | Dance | Anmerkungen                                                                               |
| ---- | ------------------------ | --- | --- | --- | --- | --- | --- | --- | ----------------------------------------------------------------------------------------- |
| 1995 | Scream* / Childhood      | DE8 (14 Wo.)DE | AT9 (10 Wo.)AT | CH3 (20 Wo.)CH | UK3 Silber · (16 Wo.)UK | US5 Platin · (17 Wo.)US | R&B2 (14 Wo.)R&B | Dance1 (11 Wo.)Dance | Erstveröffentlichung: 31. Mai 1995; *mit Janet Jackson Verkäufe: + 1.240.000              |
| 1995 | You Are Not Alone        | DE4 Gold · (31 Wo.)DE | AT2 Gold · (24 Wo.)AT | CH1 Gold · (28 Wo.)CH | UK1 Platin · (19 Wo.)UK | US1 Platin · (20 Wo.)US | R&B1 (20 Wo.)R&B | Dance3 (13 Wo.)Dance | Erstveröffentlichung: 15. August 1995 Verkäufe: + 2.330.000                               |
| 1995 | Earth Song               | DE1 ×2Doppelplatin · (36 Wo.)DE | AT2 Platin · (25 Wo.)AT | CH1 Platin · (31 Wo.)CH | UK1 ×2Doppelplatin · (22 Wo.)UK | US— GoldUS | — | — | Erstveröffentlichung: 27. November 1995 Verkäufe: + 3.540.000 nicht in den USA erschienen |
| 1996 | They Don’t Care About Us | DE1 ×3Dreifachgold · (40 Wo.)DE | AT2 Gold · (42 Wo.)AT | CH3 (31 Wo.)CH | UK4 Gold · (20 Wo.)UK | US30 Gold · (13 Wo.)US | R&B10 (18 Wo.)R&B | Dance4 (8 Wo.)Dance | Erstveröffentlichung: 31. März 1996 Verkäufe: + 2.215.000                                 |
| 1996 | Stranger in Moscow       | DE21 (19 Wo.)DE | AT7 (12 Wo.)AT | CH5 (15 Wo.)CH | UK4 Silber · (12 Wo.)UK | US91 (2 Wo.)US | R&B50 (11 Wo.)R&B | Dance31 (3 Wo.)Dance | Erstveröffentlichung: 4. November 1996 Verkäufe: + 200.000 in den USA erst 1997           |

### Auszeichnungen für Musikverkäufe
| Land/Region                  | Auszeichnungen für Musikverkäufe (Land/Region, Auszeichnung, Verkäufe) | Verkäufe    |
| ---------------------------- | ---------------------------------------------------------------------- | ----------- |
| Argentinien (CAPIF)          | Platin                                                                 | 60.000      |
| Australien (ARIA)            | 8× Platin · + Gold (Greatest Hits)                                     | 595.000     |
| Belgien (BRMA)               | 5× Platin · + Gold (Greatest Hits)                                     | (275.000)   |
| Brasilien (PMB)              | Gold                                                                   | 350.000     |
| Dänemark (IFPI)              | 11× Platin                                                             | (220.000)   |
| Deutschland (BVMI)           | 3× Platin                                                              | (1.500.000) |
| Europa (IFPI)                | 6× Platin                                                              | 6.000.000   |
| Finnland (IFPI)              | Platin                                                                 | (61.352)    |
| Frankreich (SNEP)            | Diamant                                                                | (1.000.000) |
| Hongkong (IFPI/HKRIA)        | 3× Platin                                                              | 60.000      |
| Indonesien (ASIRI)           | 2× Platin                                                              | 100.000     |
| Italien (FIMI)               | Platin (1996) · + Gold (2009)                                          | (135.000)   |
| Japan (RIAJ)                 | 2× Platin                                                              | 400.000     |
| Kanada (MC)                  | 5× Platin                                                              | 500.000     |
| Malaysia (RIM)               | 3× Platin                                                              | 150.000     |
| Mexiko (AMPROFON)            | 2× Platin · + Gold (Greatest Hits)                                     | 550.000     |
| Neuseeland (RMNZ)            | 10× Platin                                                             | 150.000     |
| Niederlande (NVPI)           | 3× Platin                                                              | (300.000)   |
| Norwegen (IFPI)              | Platin · + Gold (Greatest Hits)                                        | (70.000)    |
| Österreich (IFPI)            | 2× Platin                                                              | (100.000)   |
| Polen (ZPAV)                 | Platin                                                                 | (100.000)   |
| Schweden (IFPI)              | Platin                                                                 | (100.000)   |
| Schweiz (IFPI)               | 3× Platin                                                              | (150.000)   |
| Singapur (RIAS)              | 3× Platin (1996) · + Platin (2021)                                     | 55.000      |
| Spanien (Promusicae)         | 3× Platin                                                              | (180.000)   |
| Südkorea (KMCA)              | 2× Platin                                                              | 60.000      |
| Taiwan (RIT)                 | 9× Gold                                                                | 239.365     |
| Thailand (TECA)              | 2× Platin                                                              | 100.000     |
| Tschechien (IFPI)            | Platin                                                                 | (50.000)    |
| Vereinigte Staaten (RIAA)    | 8× Platin · + Platin (Greatest Hits)                                   | 9.000.000   |
| Vereinigtes Königreich (BPI) | 4× Platin · + Gold (Greatest Hits)                                     | (1.300.000) |
| Insgesamt                    | 8× Gold · 103× Platin · 1× Diamant ·                                   | 18.369.365  |

Hauptartikel: Michael Jackson/Auszeichnungen für Musikverkäufe

## Auszeichnungen

### MTV Video Music Awards 1995
Bei den Nominierungen der MTV Video Music Awards 1995 dominierte das Michael Jackson/Janet-Jackson-Duett Scream, das elf Nominierungen erhielt. Letztendlich erhielt das Lied insgesamt drei Moonmen. 
- Bestes Tanzvideo (gewonnen)
- Beste Choreografie (gewonnen) (Choreografen: LaVelle Smith Jnr, Tina Landon, Travis Payne und Sean Cheesman)
- Beste Art Direction (gewonnen) (Art Director: Tom Foden)

- Video des Jahres (nominiert)
- Bestes R&B-Video (nominiert)
- Breakthrough Video (nominiert)
- Beste Regie eines Videos (nominiert)
- Beste Spezialeffekte (nominiert)
- Bester Schnitt (nominiert)
- Beste Kamera (nominiert)
- Viewer’s Choice (nominiert)

### World Music Awards 1996
- Best Selling Male Artist (gewonnen)
- Best Selling American Artist (gewonnen)
- Best Selling R&B Artist (gewonnen)

## Tournee

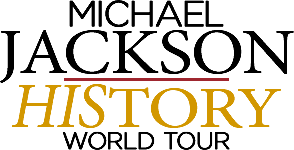
Logo der HIStory World Tour

Begleitend zum Album fand von 1996 bis 1997 die HIStory World Tour statt, welche bezogen auf die Besucherzahl Jacksons größte Welttournee darstellt. 

## Weitere Veröffentlichungen

### Video Greatest Hits – HIStory
Zeitgleich mit dem Album erschien das Videoalbum Video Greatest Hits – HIStory mit den Musikvideos zu zehn Songs, die auch auf der ersten Disc von HIStory – Past Present and Future Book I erschienen. 2001 wurde das Videoalbum auf DVD wieder veröffentlicht. Auf DVD waren dann auch die Videos zu Bad und The Way You Make Me Feel in ungekürzter Form erhalten. Video Greatest Hits – HIStory war kommerziell erfolgreich. Das Album toppte fünf Wochen die Billboard Music Video Charts, wo das Album zwei Jahre in den Top 40 verbrachte. Im Vereinigten Königreich verbrachte das Videoalbum neun Wochen auf dem zweiten Platz.
Titelliste
1. Billie Jean
2. The Way You Make Me Feel
3. Black or White
4. Rock with You
5. Bad
6. Thriller
7. Beat It
8. Remember the Time
9. Don’t Stop Til You Get Enough
10. Heal the World

Auszeichnungen für Musikverkäufe

| Land/Region                  | Auszeichnungen für Musikverkäufe (Land/Region, Auszeichnung, Verkäufe) | Verkäufe  |
| ---------------------------- | ---------------------------------------------------------------------- | --------- |
| Argentinien (CAPIF)          | Platin                                                                 | 8.000     |
| Australien (ARIA)            | 6× Platin                                                              | 75.000    |
| Deutschland (BVMI)           | 3× Gold                                                                | 75.000    |
| Frankreich (SNEP)            | Diamant                                                                | 100.000   |
| Mexiko (AMPROFON)            | 13× Gold                                                               | 130.000   |
| Neuseeland (RMNZ)            | Gold                                                                   | 2.500     |
| Österreich (IFPI)            | Gold                                                                   | 5.000     |
| Vereinigte Staaten (RIAA)    | 9× Platin                                                              | 900.000   |
| Vereinigtes Königreich (BPI) | 4× Platin                                                              | 200.000   |
| Insgesamt                    | 4× Gold · 26× Platin · 1× Diamant ·                                    | 1.495.500 |

Hauptartikel: Michael Jackson/Auszeichnungen für Musikverkäufe

### HIStory on Film – Volume II
1. HIStory teaser trailer – 3:58
2. "Billie Jean" – 5:05 (performance from Motown 25: Yesterday, Today and Forever) (Thriller, 1982)
3. "Beat It" – 4:56 (Thriller, 1982)
4. "Liberian Girl" – 5:43 (Bad, 1987)
5. "Smooth Criminal" – 9:47 (Bad, 1987)
6. 1995 MTV Video Music Awards performance – 15:27
  - "Don't Stop 'Til You Get Enough" / "The Way You Make Me Feel" / "Scream" / "Black or White" / "Billie Jean" (Contains Excerpts from "Jam", "Thriller" and "Beat It")
  - "Dangerous"
  - "You Are Not Alone"
7. "Thriller" – 13:43 (Thriller, 1982)
8. "Scream" (radio edit) (vocal duet between Michael Jackson and Janet Jackson, original video) – 5:00 (HIStory: Past, Present and Future, Book I, 1995)
9. "Childhood" (theme from "Free Willy 2") – 4:33 (HIStory: Past, Present and Future, Book I, 1995)
10. "You Are Not Alone" – 5:47 (HIStory: Past, Present and Future, Book I, 1995)
11. "Earth Song" – 7:49 (HIStory: Past, Present and Future, Book I, 1995)
12. "They Don't Care About Us" – 7:17 (Brazilian version) (HIStory: Past, Present and Future, Book I, 1995)
13. "Stranger in Moscow" – 5:38 (HIStory: Past, Present and Future, Book I, 1995)
14. "Blood on the Dance Floor" (Refugee Camp mix) – 5:40
15. "Brace Yourself" – 3:22

### Blood on the Dance Floor – HIStory in the Mix

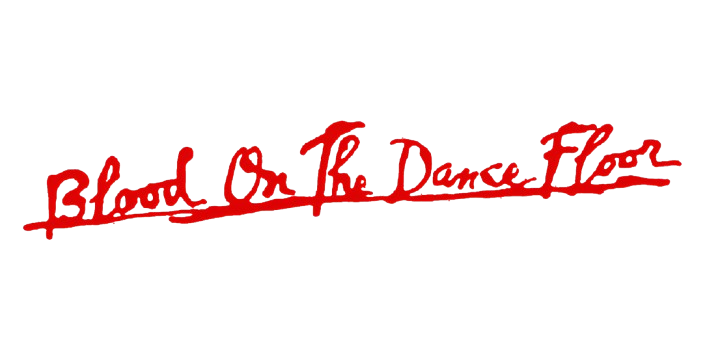
Blood on the Dance Floor - Das Remix-Album zu HIStory mit weiteren Songs erschien während der HIStory World Tour

1997 erschien das Remixalbum Blood on the Dance Floor – HIStory in the Mix, das bis heute das erfolgreichste Remixalbum ist. Das Album enthält acht Remixe zu Songs von HIStory (zu Scream, Money, 2 Bad, Stranger in Moscow, This Time Around, Earth Song, You Are Not Alone und HIStory) und fünf bis dahin unveröffentlichte Songs. Unter diesen finden sich mit Is It Scary und Morphine auch zwei für HIStory produzierte Songs.

### HIStory 25 (nicht realisiert)
Jacksons Nachlassverwaltung erklärte auf ihrer Website, es sei geplant gewesen wie auch für andere Alben (Thriller 25, Bad 25) eine Neuauflage zum 25. Jubiläum zu veröffentlichen. Aufgrund der Covid-19-Pandemie wurde der Release zunächst auf unbestimmte Zeit verschoben. Da die Nachlassverwaltung inzwischen nichts mehr veröffentlicht ist es unwahrscheinlich, dass die Neuauflage noch erscheinen wird.

## Verschiedenes

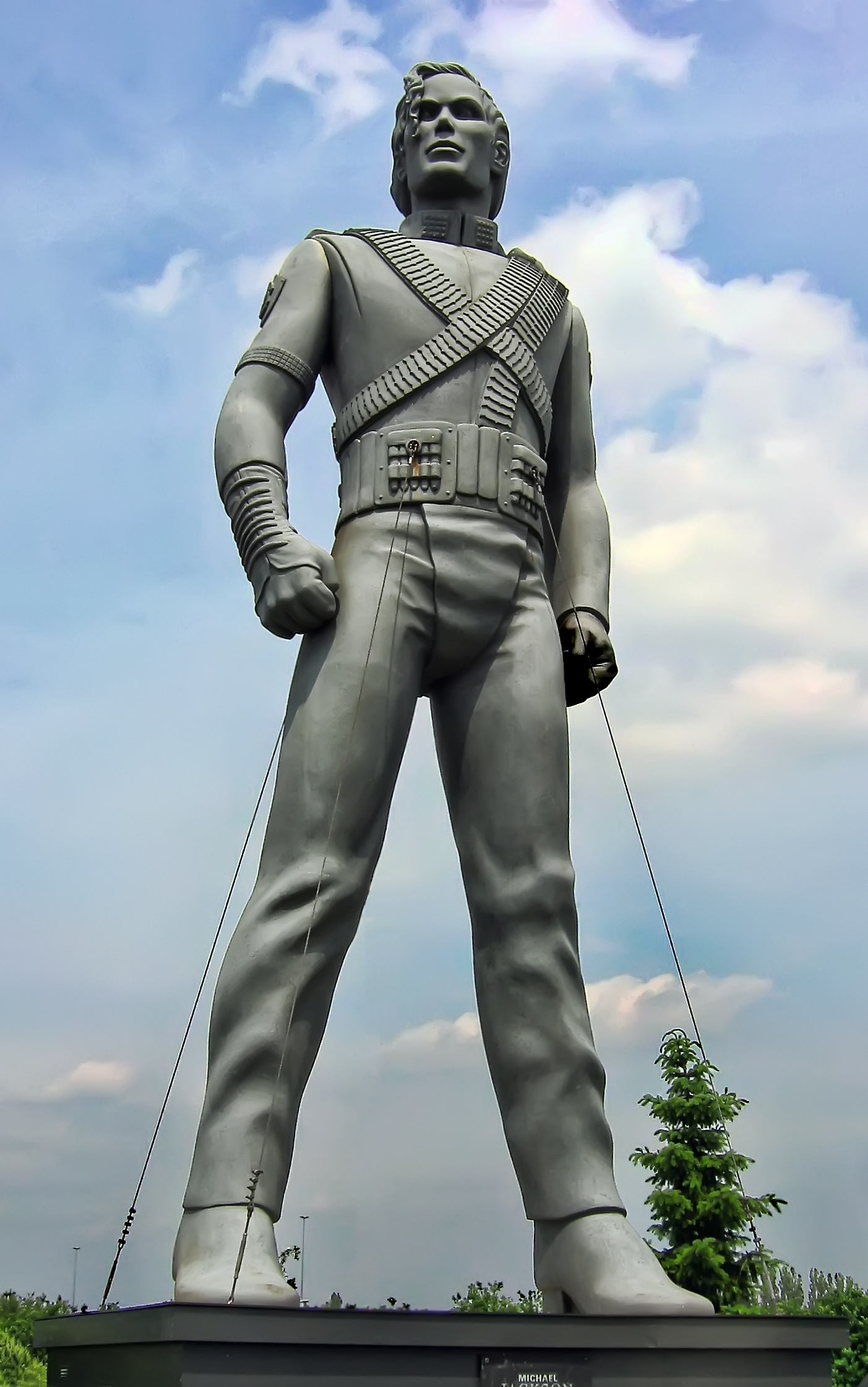
Eine von zahlreichen Michael-Jackson-Statuen, die zur Bewerbung des Albums in verschiedenen Städten aufgestellt wurden

- Eine von zahlreichen Michael-Jackson-Statuen, die zur Bewerbung des Albums in verschiedenen Städten aufgestellt wurdenDer Albumtitel HIStory ist ein Wortspiel und doppeldeutig: Zum einen bedeutet es „history“ (Geschichte), zum anderen liegt die Betonung auf „his“ – also „his story“ (seine Geschichte). Obwohl mit dem Zusatz „Book I“ eine Fortsetzung suggeriert worden war, erschien nie ein „Book II“.
- Bei Erscheinen wurden drei auf jeweils ca. 500.000 limitierte Spezialauflagen für Deutschland, Frankreich und Holland hergestellt. Sie beinhalten exklusive, ähnliche, ca. zwanzig Sekunden lange Audio-Messages an die Fans in den jeweiligen Ländern. In der deutschen Version war die Message als 16. Track auf der ersten CD versteckt.
- Zu allen Singles wurde ein Musikvideo gedreht. Außerdem gibt es einen Trailer für das Album. Der Trailer wurde in Budapest gedreht und zeigt Jackson als von den Menschen gefeierter Anführer einer großen Armee. Gegen Ende wird die Statue enthüllt, die letztendlich auch auf dem Albumcover zu sehen ist.[19]
- Ursprünglich hatte man vor, 2 Bad in den USA Ende 1996 als Single zu veröffentlichen. In der seltenen und unveröffentlichten Version von 1996 des Kurzfilms Ghosts, der eigentlich als der Clip zu 2 Bad fungieren sollte, lief durchgehend der Song 2 Bad. Erst in der 1997er-Version wurden die Songs Ghosts und Is It Scary nachträglich hinzugemischt. Ursprünglich liefen an diesen Stellen modifizierte Instrumentalpassagen von 2 Bad.
- Ende 1997 war eine weitere Single geplant: Smile (als B-Seite auf Is It Scary von Blood on the Dance Floor). Das Erscheinen wurde jedoch abgesagt; gleichwohl geriet eine geringe Anzahl an bereits hergestellten verschiedenen Pressungen in Umlauf, die heute als begehrte Raritäten unter den Fans gelten.
- Alle Songs wurden inzwischen remastered.